# Laure-Auguste de Fitz-James
Laure-Auguste de Fitz-James, principessa di Chimay (Parigi, 7 dicembre 1744 – Parigi, 26 settembre 1814), è stata una nobildonna francese, dama di compagnia della regina Maria Antonietta dal 1775 fino alla caduta della monarchia.

## Biografia
Era la figlia di Charles de Fitz-James, militare francese, nipote del re Giacomo II d'Inghilterra, e di Victoire Louise Sophie Goyon de Matignon, dama di palazzo della regina Marie Leszczyńska, poi della Delfina.
Il 28 settembre 1762 sposò il quindicesimo principe di Chimay, Philippe-Gabriel-Maurice d'Alsace-Hénin-Liétard.
Nel 1767 succedette alla madre come dama di palazzo della regina e ricoprì il suo medesimo incarico con Maria Antonietta, all'arrivo della Delfina due anni dopo la morte della moglie del re Luigi XV. Nel 1775 Maria Antonietta, divenuta regina, la nominò dama di compagnia, sostituendo la contessa di Noailles, che odiava.
Madame de Chimay divenne intima di Maria Antonietta, che la apprezzò e condivise con lei il gusto per la musica e l'opera. Grazie a questa protezione occupò un appartamento di dodici stanze nell'aile du Midi della reggia di Versailles e una camera da letto al piano alto del Petit Trianon. Devota e degna di fiducia, rimase con la regina a Versailles fino alla partenza della famiglia reale per le Tuileries il 6 ottobre 1789. Andò poi in esilio fuori dalla Francia, a Bruxelles, Maastricht e poi a Erfurt. Al suo ritorno in Francia si dedicò a «sollievo degli sfortunati» con pietà e devozione religiosa. Morì a Parigi all'età di 69 anni, senza aver avuto figli.